# Los fantasmas (álbum)
Los fantasmas es el primer álbum de estudio de la boy band puertorriqueña Menudo, lanzado en 1977 por el sello discográfico Padosa. Presenta a los miembros originales: los hermanos Nefty y Fernando Sallaberry y los hermanos Carlos, Óscar y Ricky Meléndez.
El quinteto fue formado en 1977 por el productor Edgardo Díaz, quien imaginó una banda de cinco jóvenes cantantes para expresar tanto musical como visualmente la energía y vitalidad de la juventud. El grupo actuó en varios eventos escolares y benéficos en Puerto Rico, ganando popularidad y pronto obtuvo suficiente reconocimiento para realizar su primer concierto importante en el Parque de Juncos en Puerto Rico.
El desempeño comercial del álbum fue limitado. Vendió alrededor de 6,000 copias en el mercado puertorriqueño. En las listas musicales de la República Dominicana, el álbum alcanzó la posición número 4. Además, los sencillos "Madre", "Mamadú", "Calma Ya" y "Enséñame a Cantar" alcanzaron las posiciones 4, 5, 6 y 7, respectivamente.

## Lista de canciones
| N.º | Título               | Escritor(es)                                       | Singer(s)                                      | Duración |  |
| 1.  | «Mamadú»             | Pepin, G. Dann, Pacaud                             | Fernando Sallaberry, Carlos and Óscar Meléndez | 3:15     |  |
| 2.  | «Madre»              | Juan Pardo                                         | Carlos Meléndez                                | 2:48     |  |
| 3.  | «Los fantasmas»      | Honorio Herrero                                    | Grupo                                          | 3:02     |  |
| 4.  | «Porque te amé»      | Juan Carlos Calderón                               | Nefty Sallaberry                               | 2:57     |  |
| 5.  | «Mi guitarra»        | Juan Pardo                                         | Fernando Sallaberry and Carlos Meléndez        | 2:55     |  |
| 6.  | «Calma ya»           | Afric Simone, Stan Regal (adapted by Edgardo Díaz) | Óscar Meléndez                                 | 2:38     |  |
| 7.  | «Enséñame a cantar»  | Fernando Arbex                                     | Nefty Sallaberry                               | 3:36     |  |
| 8.  | «Quiero verte feliz» | Carlos F. Prida                                    | Carlos Meléndez                                | 2:51     |  |
| 9.  | «Dos niños»          | John Farrell                                       | Fernando Sallaberry                            | 3:04     |  |
| 10. | «Los líos»           | R. Pérez Botija                                    | Ricky Meléndez                                 | 2:28     |  |

## Posicionamiento en listas

### Semanales
| País / Lista (1977)                 | Mejor posición |
| ----------------------------------- | -------------- |
| República Dominicana (Record World) | 4              |